# Serenata (Timóteo)
Serenata é um bairro do município brasileiro de Timóteo, no interior do estado de Minas Gerais. Localiza-se no distrito-sede, estando situado na Regional Norte. Segundo o censo demográfico de 2022, realizado pelo Instituto Brasileiro de Geografia e Estatística (IBGE), sua população era de 1 207 habitantes e havia 443 domicílios particulares permanentes ocupados.
De acordo com o IBGE, em 2010 a população era de 840 habitantes e havia 283 domicílios particulares.

## História e descrição

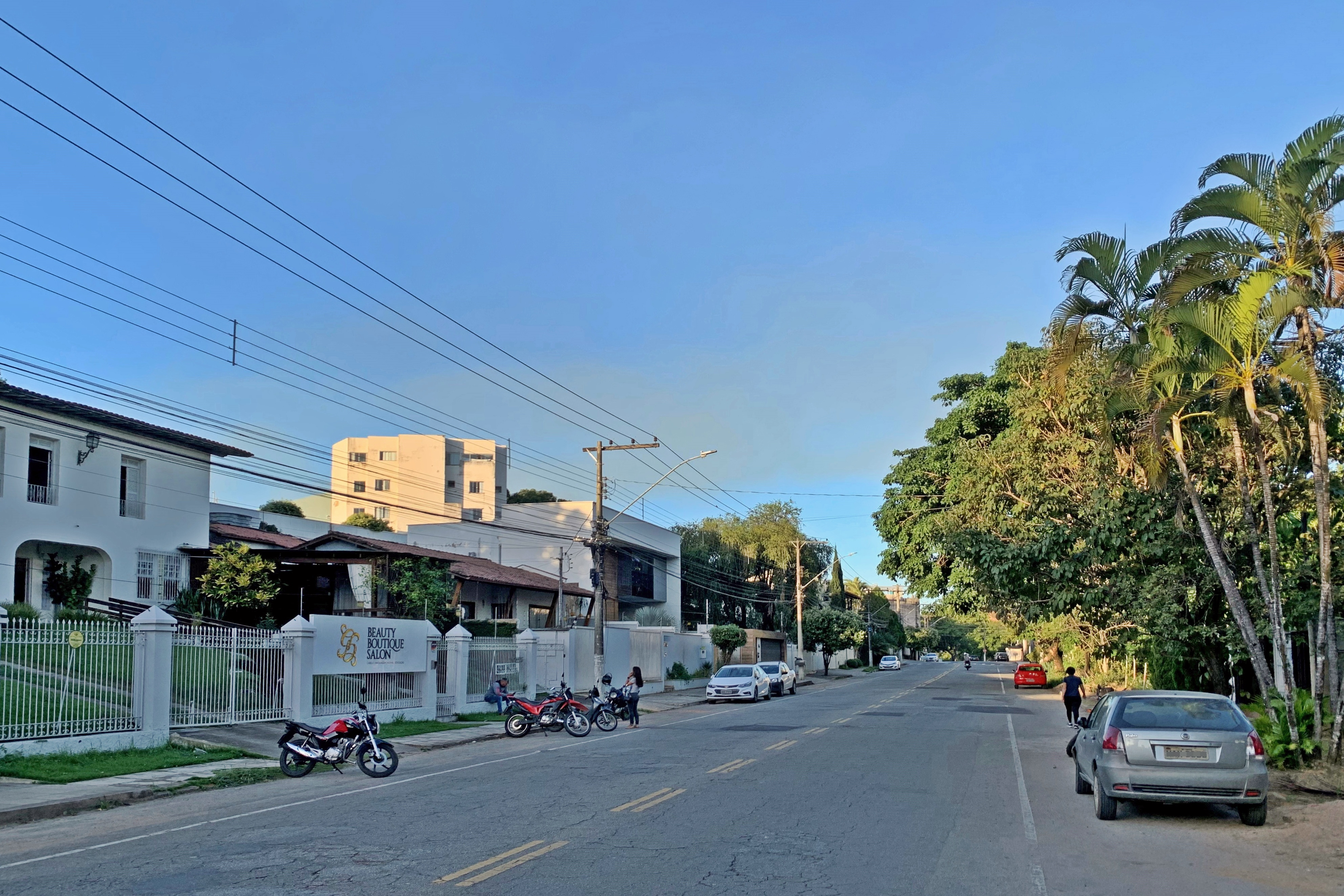
Trecho da Avenida Ari Barroso, uma das principais vias do bairro.

O surgimento do Serenata está relacionado à expansão da antiga vila operária da Acesita (atual Aperam South America), construída para atender aos trabalhadores da empresa, instalada em Timóteo na década de 1940. Neste período foram instaladas na área casas de pau a pique que abrigavam funcionários. Entretanto, o projeto urbano do bairro foi concebido por José Luiz Batista, arquiteto da Acesita, na década de 1960, com a intenção de ser destinado ao alto escalão da indústria.
Embora o Serenata não tenha seguido o traçado urbano originalmente planejado para a vila operária, está situado em área de expansão prevista. Veio a ser criado em 1970, apresentando-se como um bairro residencial de classe média-alta, com lotes relativamente grandes e casas que podiam ser construídas pelos próprios proprietários, diferentemente de outros bairros planejados. A ocupação aconteceu de forma relativamente lenta, de modo que, nos primeiros anos do século XXI, ainda havia lotes vagos e casas afastadas umas das outras.
Na década de 2000 houve a instalação dos primeiros estabelecimentos comerciais, que se proliferaram. O crescimento do comércio no bairro foi mal visto pelos moradores, devido aos estacionamentos na frente das garagens, aglomeração de pessoas nas vias e sons automotivos potentes. O Serenata possui uma escola da rede pública, a Escola Estadual Tenente José Luciano.